# Gaétan Errico
Pour les articles homonymes, voir Errico.
Gaétan Errico (Secondigliano, 19 octobre 1791 - Secondigliano, 29 octobre 1860) est un prêtre italien fondateur des missionnaires des Sacrés Cœurs de Jésus et de Marie et reconnu saint par l'Église catholique.

## Vie et œuvre
Second enfant d'une famille de neuf, Gaétan est né le 19 octobre 1791 à Secondigliano dans la province de Naples. Son père dirige une fabrique de pâtes et sa mère fait du tissage. À l'âge de quatorze ans, il prend conscience de sa vocation religieuse et demande à rejoindre les Rédemptoristes qui le refusent à cause de son trop jeune âge. Il suit donc ses études au séminaire diocésain, et il est ordonné prêtre le 23 septembre 1815 à Naples,.
Il enseigne pendant vingt ans, et il est responsable de la paroisse Saint Côme et Damien. Là, il se fait connaître par un soin tout particulier des malades et l'importance qu'il donne à la pénitence et à la réconciliation. Jean-Paul II a dit de lui dans son homélie de béatification, :
« Par son exemple, il nous incite à redécouvrir la valeur et l'importance du sacrement de la pénitence, dans lequel Dieu distribue à pleines mains son pardon et révèle sa tendresse de Père envers ses fils les plus faibles ».
Pendant une retraite qu'il fait en 1818 chez les Rédemptoristes, il a une vision : saint Alphonse de Liguori l'incite à bâtir une église et à fonder une congrégation. Il se met alors à l'ouvrage, récoltant des fonds auprès de la population locale et, le 9 décembre 1830 l'église Notre-Dame des Douleurs est ouverte. Elle devient par la suite un très important lieu de pèlerinage en Italie,.
Non loin de là, Gaétan construit une petite maison pour lui-même et le frère lai qui s'occupe de l'église. Ce fut là le point de départ de la congrégation des Missionnaires des Sacrés Cœurs de Jésus et de Marie, congrégation qui est approuvée successivement par les évêques en 1838, le roi en 1840 et le pape Pie IX le 7 août 1846. Gaétan en est le premier supérieur général. Il meurt le 29 octobre 1860 à l'âge de 69 ans.

## Vénération
Déclaré vénérable en 1876 par le pape Léon XIII, il est béatifié le 14 avril 2002 par le pape Jean-Paul II, à la suite d'un miracle sur un malade intervenu en janvier 1952 et canonisé le 12 octobre 2008 par le pape Benoît XVI. Il est fêté le 29 octobre,.

## Sources
- (en) Cet article est partiellement ou en totalité issu de l’article de Wikipédia en anglais intitulé « Gaetano Errico » (voir la liste des auteurs).